# Salsa alemanna
La salsa alemanna, detta più propriamente salsa parigina, è una vellutata alla quale si aggiunge un fondo bianco con tuorli d'uova e per variare un fumetto di funghi champignons rigorosamente freschi, con spezie.

## Etimologia
Il nome salsa deriva dal latino, femminile di salsus, salato,, da cui deriva anche sale, il condimento base di ogni alimento; alemanna può derivare da un nome di origine etnica, dalla tribù degli Alemanni, che significa tutti gli uomini di origine tedesca oppure derivare da modificazioni del termine longobardo arimanno che vuol dire uomo libero. Salsa parigina deriva il suo nome dalla città di Parigi.

## Storia
Malgrado il nome la salsa alemanna è una salsa francese nota anche col nome di salsa parigina o salsa bionda. Francois Massialot, cuoco di corte di Luigi XIV dal 1638 al 1715, nel 1705 pubblica la ricetta del luccio bollito e servito con sausse d'Allemagne, nella preparazione ai funghi champignons aggiunge i tartufi e le morchelle. Pierre-Marie-Jean Cousin de Courchamps nel 1853 cita una sauce a l'allemande.
Alexandre Dumas nel 1873, descrive una sauce à l'allemande, simile a quella del Courchamps. Edmond Richardin nel 1907, descrive la preparazione di una salsa alemanna ma la chiama sauce blanquette.
Auguste Escoffier nel 1934 rivendicò la proprietà del nome sauce parisienne ma i concittadini francesi continuarono a chiamarla sauce allemande. Prosper Montagnè nel 1938 parla di Allemande sauce e descrive la ricetta fatta da Marie-Antoine Carême, cuoco di Napoleone. Julia Child nel 1964, intitola Tuorlo d'uovo e crema di arricchimento e parla di tutte le salse arricchite con tuorlo d'uovo, poi parla della sauce Parisienne, ex sauce Allemande.

## Preparazione
La preparazione più semplice della salsa alemanna prevede l'uso di una vellutata comune alla quale si aggiunge un fondo bianco nel quale si siano sciolti dei rossi d'uovo e una spezia, il sugo di limone e la noce moscata.

## Varianti
La salsa alemanna, a seconda della pietanza alla quale si accompagna, può essere arricchita con altri principi alimentari, ottenendo così, almeno altre due varianti di gusto diverso:
1. salsa alemanna al gusto di funghi: si possono aggiungere il liquido di cottura di funghi di tipo champignons bolliti[15],[16], che è una salsa alemanna al fumetto di champignons[17], come faceva Escoffier[9].
2. salsa alemanna al gusto di pesce: si può usare una vellutata di pesce e un fondo di pesce, per condire dei piatti a base di pesce, come faceva Massialot[4].

## Derivate
Alla salsa alemanna si può aggiungere una poltiglia di tartufi e ne deriva la salsa Villeroy. Alla salsa alemanna si può aggiungere del rafano e ne deriva la salsa al rafano.

## Uso
La salsa alemanna semplice si usa per condire le uova, le frattaglie, il pollo bollito, antipasti caldi, e tutti i piatti che devono essere gratinati e le verdure. La salsa alemanna, al gusto di pesce e arricchita con burro, viene utilizzato principalmente per i pesci bolliti al vino bianco.